# 胡關李羅律師行
胡關李羅律師行是一家香港本地律師事務所，成立於1962年，業務涵蓋房地產、公司法及商業法律、中國（指中國大陸方面）、訴訟、以及公司秘書等事務。
胡關李羅律師行的寫字樓在中環怡和大廈、灣仔新鴻基中心及北京東長安街東方廣場西三。
胡關李羅律師行是幾十間香港上市公司的法律顧問。

## 歷史
- 1962年，胡寶星律師和關卓然律師成立了「胡關律師行」，當時員工只有數十人。
- 1973年，隨著華資地產商在遠東證券交易所上市，故此李業廣律師和羅志能律師成立了「李業廣、羅志能律師行」；同年11月，為提高資源效益，由原本「胡關律師行」和「李業廣、羅志能律師行」合併為胡關李羅律師行。
- 2007年，胡關李羅律師行有超過300位員工，共有專業律師76名，包括合夥人律師26名、顧問律師10名及助理律師40名，分別隸屬三個主要部門（公司及商業部、房地產及訴訟部）及中國事務部。

## 外部連結
- 胡關李羅律師行官方網站 wkll.com （页面存档备份，存于）